# Amphisphaeria vibratilis
Amphisphaeria vibratilis är en svampart som först beskrevs av Karl Wilhelm Gottlieb Leopold Fuckel, och fick sitt nu gällande namn av E. Müll. 1962. Amphisphaeria vibratilis ingår i släktet Amphisphaeria och familjen Amphisphaeriaceae.  Arten är reproducerande i Sverige. Inga underarter finns listade i Catalogue of Life.